# Karabinek HK416
HK416 – niemiecki karabinek automatyczny powstały jako modyfikacja amerykańskich karabinów z rodziny AR-15/M16, poprzez zastosowanie odmiennego układu gazowego (zwiększającego bezawaryjność broni).

## Historia
HK416 powstał w wyniku zapotrzebowania amerykańskich sił zbrojnych na broń będącą konstrukcyjnie bliźniaczą do karabinów i karabinków powstałych na bazie Colt AR15/M16 (np. M16, M4), jednak o zwiększonej bezawaryjności. Zasadnicza modernizacja polega na wymianie układu gazowego skonstruowanego przez Eugene'a Stonera (odprowadzanie gazów bezpośrednio na suwadło) na układ podobny do tego, jaki zastosowano w H&K G36, czyli mechanizm z odprowadzaniem gazów z tłokiem i komorą gazową. Dzięki tym zmianom broń zyskała na bezawaryjności i zwiększyła się jej odporność na trudne warunki atmosferyczne. Określana jest jako broń, która łączy główne zalety karabinów rodziny M16 i AK. Część źródeł wywodzi oznaczenie 416 od zbitki M4 i M16.
W 2008 roku podjęto decyzję, że HK416 w wersjach HK416D10RS i HK416D145RS staną się podstawową bronią długą komandosów SZ RP z polskiej jednostki specjalnej GROM. Zastąpią broń: M4, Bushmaster XM15E2S M4A3 i KAC SR-16 Carbine. Broń ta znalazła się również na wyposażeniu żołnierzy – Jednostki Wojskowej Komandosów, Jednostki wojskowej AGAT, Jednostki Wojskowej NIL oraz policjantów Wydziału Specjalnego CBŚ, Biura Operacji Antyterrorystycznych (BOA) KGP oraz funkcjonariuszy CBA. Intensywna eksploatacja w jednostce Grom, dzięki współpracy z producentem, przyczyniła się do ulepszania broni.
Używane m.in. przez Francję od 2007 roku (ok. 2500 sztuk) dla sił specjalnych na potrzeby misji w Afganistanie.
Obecnie produkowane są wersje D10RS, D145RS i D165RS różniące się długością lufy. HK416 stał się także bazą do opracowania karabinu automatycznego HK417 zasilanego silniejszą amunicją karabinową (7,62 mm NATO). Oprócz kompletnych karabinków HK416 sprzedawana jest także sama komora zamkowa z mechanizmami, wykorzystywana do zastępowania oryginalnych części w już wyprodukowanych M16 i pochodnych.